# GEOSS
GEOSS (sloven. Geometrijsko središče Slovenije) je geometrijski centar Slovenije. Nalazi se kod sela Spodnja Slivna na nadmorskoj visini 644 metara. Leži u opštini Litija. Poznatije je i bližnje selo Vače, koje je bilo naseljeno još u halštatskoj eri, gde je pronađena i takozvana vaška situla.
GEOSS je zbog svoje pozicije na brdu često cilj izletnika i biciklista. 